# Championnat du Sri Lanka de football 2005-2006
Navigation
Saison précédente Saison suivante
La saison 2005-2006 du Championnat du Sri Lanka de football est la vingt-deuxième édition du championnat national de première division au Sri Lanka. Les dix-huit meilleures équipes du pays sont réparties en deux divisions, nommées Segment A et Segment B.
La division nommée Segment A regroupe les clubs ayant terminé aux dix premières places du championnat la saison précéédente. Ils s'affrontent à deux reprises au cours de la saison. Les trois premiers se qualifient pour la phase finale tandis que les deux derniers seont relégués en Segment B.
La division nommée Segment B regroupe les six derniers du dernier championnat, plus deux clubs promus de deuxième division. Les équipes s'affrontent en matchs aller-retour et en fin de saison, le premier se qualifie pour la phase finale et est promu en Segment A, en compagnie de son dauphin, tandis que les deux derniers sont relégués en deuxième division.
C'est le Negombo Youth Sports Club qui remporte la compétition, après avoir battu Blue Star Sport Club lors de la finale nationale. C'est le deuxième titre de champion du Sri Lanka de l'histoire du club, après celui remporté en 2003.

## Les clubs participants
- Saunders Sports Club
- Renown Sports Club
- Ratnam Sports Club
- Air Force Sports Club
- Jupiter SC
- Navy SC
- Matara SC
- Army SC
- Negombo Youth Sports Club
- Police SC
- Victory SC
- Old Benedictans SC
- Java Lane SC
- New Youngs SC
- York SC
- Blue Star Sport Club
- Red Sun SC
- Super Beach SC

## Compétition

### Phase régulière
Le classement est établi sur le barème de points classique (victoire à 3 points, match nul à 1, défaite à 0).
| Rang | Équipe                    | Pts | J  | G  | N | P  | Bp | Bc | Diff |
| ---- | ------------------------- | --- | -- | -- | - | -- | -- | -- | ---- |
| 1    | Negombo Youth Sports Club | 44  | 18 | 14 | 2 | 2  | 44 | 14 | +30  |
| 2    | Ratnam Sports ClubC       | 37  | 18 | 11 | 4 | 3  | 36 | 16 | +20  |
| 3    | Blue Star Sport Club      | 30  | 18 | 9  | 3 | 6  | 27 | 33 | -6   |
| 4    | Police SC                 | 26  | 18 | 7  | 5 | 6  | 27 | 20 | +7   |
| 5    | Air Force Sports Club     | 25  | 18 | 7  | 4 | 7  | 15 | 21 | -6   |
| 6    | Army SC                   | 23  | 18 | 6  | 5 | 7  | 25 | 31 | -6   |
| 7    | Saunders Sports ClubT     | 19  | 18 | 4  | 7 | 7  | 18 | 24 | -6   |
| 8    | Renown Sports Club        | 18  | 18 | 4  | 6 | 8  | 25 | 25 | 0    |
| 9    | Jupiter SC                | 18  | 18 | 4  | 6 | 8  | 18 | 24 | -6   |
| 10   | Java Lane SC              | 7   | 18 | 1  | 4 | 13 | 21 | 48 | -27  |

| Rang | Équipe             | Pts | J  | G | N | P | Bp | Bc | Diff |
| ---- | ------------------ | --- | -- | - | - | - | -- | -- | ---- |
| 1    | Navy SC            | 31  | 14 | 9 | 4 | 1 | 22 | 8  | +14  |
| 2    | York SC            | 23  | 14 | 6 | 5 | 3 | 16 | 11 | +5   |
| 3    | Red Sun SCP        | 20  | 14 | 5 | 5 | 4 | 11 | 9  | +2   |
| 4    | Matara SC          | 20  | 14 | 6 | 2 | 6 | 17 | 19 | -2   |
| 5    | New Youngs SC      | 17  | 14 | 4 | 5 | 5 | 16 | 17 | -1   |
| 6    | Old Benedictans SC | 15  | 14 | 3 | 6 | 5 | 9  | 15 | -6   |
| 7    | Super Beach SCP    | 14  | 14 | 3 | 5 | 6 | 10 | 13 | -3   |
| 8    | Victory SC         | 11  | 14 | 3 | 2 | 9 | 9  | 18 | -9   |

### Phase finale
|  | Demi-finales              | Demi-finales              | Demi-finales         | Demi-finales         |                |   | Finale          | Finale          | Finale          | Finale          |
|  |                           |                           |                      |                      |                |   |                 |                 |                 |                 |
|  | 9 février 2006            | 9 février 2006            | 9 février 2006       | 9 février 2006       |                |   | 12 février 2006 | 12 février 2006 | 12 février 2006 | 12 février 2006 |
|  | Negombo Youth Sports Club |                           |                      |                      |                |   | 12 février 2006 | 12 février 2006 | 12 février 2006 | 12 février 2006 |
|  |                           |                           |                      |                      |                |   | 12 février 2006 | 12 février 2006 | 12 février 2006 | 12 février 2006 |
|  | Navy SC                   |                           |                      |                      |                |   | 12 février 2006 | 12 février 2006 | 12 février 2006 | 12 février 2006 |
|  | Negombo Youth Sports Club | Negombo Youth Sports Club | 3                    | 3                    |                |   |                 |                 |                 |                 |
|  | Negombo Youth Sports Club | Negombo Youth Sports Club | 3                    | 3                    | 9 février 2006 |   |                 |                 |                 |                 |
|  |                           |                           | Blue Star Sport Club | Blue Star Sport Club | 2              | 2 |                 |                 |                 |                 |
|  | Ratnam Sports Club        |                           | Blue Star Sport Club | Blue Star Sport Club | 2              | 2 |                 |                 |                 |                 |
|  |                           |                           |                      |                      |                |   |                 |                 |                 |                 |
|  | Blue Star Sport Club      |                           |                      |                      |                |   |                 |                 |                 |                 |
|  |                           |                           |                      |                      |                |   |                 |                 |                 |                 |

## Bilan de la saison
| Championnat du Sri Lanka de football 2005-2006                        |                                       |
| Champion                                                              | Negombo Youth Sports Club (12e titre) |
| Coupes et trophées                                                    |                                       |
| Vainqueur de la Coupe du Sri Lanka 2005-2006                          | Ratnam Sports Club                    |
| Promotions et relégations                                             |                                       |
| Promus en Bristol League                                              | Kalutara Park SC                      |
| Promus en Bristol League                                              | Golden Star SC                        |
| Relégués en Championnat du Sri Lanka de football de deuxième division | Super Beach SC                        |
| Relégués en Championnat du Sri Lanka de football de deuxième division | Victory SC                            |